# Жарнитин
Жарнити́н (брет. Jarnithin, Jarnhitin, лат. Iarnhitin; умер в 821) — знатный бретонец, называемый историческими источниками королём Бретани (813/814—818?).

## Биография
Вероятно, Жарнитин происходил из знатного бретонского рода, владевшего крепостью Лисбеду вблизи Карантуара. Начиная с 790 года он неоднократно упоминался в документах, дошедших до нашего времени в составе картулярия из Редонского аббатства. С 797 года изданные им хартии титулуют его «правителем» (брет. machtiern). Наличие в этих актах датировок по годам правления короля Франкского государства Карла Великого позволяет историкам предполагать, что в конце VIII — начале IX веков Жарнитин признавал себя вассалом правителя франков. Также исторические источники не содержат и никаких сведений об участии Жарнитина в антифранкских выступлениях бретонцев в 799 и 811 годах.
Однако одна из хартий из Вана, датированная декабрём 813 года или 814 годом, содержит запись, что она была выдана в «год преставления императора Карла, в правление [короля] Жарнитина и графа Ги и при епископе Исааке». На её основе историки предполагают, что в это время Жарнитин был провозглашён бретонцами своим королём. Более поздние бретонские источники считали его легитимным преемником Карла Великого в Бретани. Неизвестно, на какую территорию распространялась власть Жарнитина: упоминание в документе императора франков и графа Нанта может свидетельствовать о том, что, по крайней мере, в Ванне законность его притязаний на королевский титул имела как сторонников, так и противников. Вероятно, правление Жарнитина продолжалось лишь непродолжительное время, так как уже в 818 году титулом «король Бретани», по сообщению «Анналов королевства франков», владел Морван.
Жарнитин скончался в 821 году. Его сыновья, Гурвиль и Портитоэ, унаследовали владения своего отца.